# Flora Steiger-Crawford
Flora Steiger-Crawford, nacida el 1 de septiembre de 1899 en Bombay y fallecida el 30 de julio de 1991 en Zúrich, de nacionalidad suiza, en vida se desempeñó como arquitecta, diseñadora, y escultora.

## Biografía
Flora Steiger-Crawford fue la primera mujer arquitecta diplomada en Suiza, en donde estudió bajo la dirección de Karl Moser en la Escuela Politécnica Federal (ETH) de Zúrich, para luego abrir en 1924 una agencia de arquitectura, junto a su esposo Rudolf Steiger.
En la referida agencia, los citados realizaron en Riehen, Basilea, en 1924, la llamada Maison Sandreuter, que es la primera construcción modernista (Art Nouveau) en Suiza.
Steiger-Crawford participó en todos los proyectos de la citada agencia, pero se concentró particularmente en la arquitectura de interiores y en el proyecto y dirección de casas particulares, y así fue como diseñó muebles tal como la silla apilable para la Maison Zett.
En 1938, dejó la profesión de la arquitectura para dedicarse a la escultura. La citada es la madre del arquitecto Peter Steiger.

## Publicaciones
- Marianne Burkhalter, Jutta Glanzmann, Evelyne Lang-Jakob, Flora Steiger-Crawford 1899-1991, editorial 'Verlag / gta', Zürich, 2003, ISBN 3-85676-112-8.